# Edwin Starr
Pour les articles homonymes, voir Starr.
Edwin Starr, né Charles Edwin Hatcher le 21 janvier 1942 à Nashville (États-Unis) et mort le 2 avril 2003 à Bramcote (Grande-Bretagne), était un chanteur et compositeur de soul américain de la Motown, célèbre pour plusieurs hits des années 1970, notamment War.

## Biographie
Il est né à Nashville dans le Tennessee (aux États-Unis) en 1942. Ses cousins Roger Hatcher et Willie Hatcher et lui déménagent à Cleveland dans l'Ohio où ils grandissent.
En 1957, il forme un groupe de Doo-wop, The Future Tones et commence sa carrière de chanteur. Edwin Starr habite à Détroit au Michigan dans les années 1960 et enregistre tout d'abord pour le petit label Ric-Tic avant que celui-ci ne soit racheté par la Motown en 1968.
Son premier succès est Agent Double'O'Soul (1965), une référence aux films de James Bond. Il enregistre plusieurs titres soul pendant les trois années suivantes avant de connaître un premier succès international avec 25 Miles en 1968.
Le plus grand hit de sa carrière, celui qui a assis sa réputation de grand artiste soul, est la chanson protestataire contre la guerre du Viêt Nam War, sortie en 1970 juste après la version originale de The Temptations. Selon Starr, les paroles ont été enregistrées en une seule prise. Connu pour sa modestie, il l'explique par la nécessité qu'il avait de tout donner dès les premières prises à cause du peu de temps qui lui était accordé dans les studios. Grâce à la performance vocale d'Edwin Starr, cette version devient un hit resté trois semaines (29 août, 5 et 12 septembre 1970) en tête du classement américain US Billboard, un hymne pour le mouvement pacifiste et une borne culturelle importante qui dépasse les générations, figurant dans les bandes originales de films et les samples de hip-hop.
Starr est décédé le 2 avril 2003 d'un infarctus du myocarde à l'âge de 61 ans à son domicile de Beeston près de Nottingham (Grande-Bretagne).

## Albums
- Soul Master - 1968, Gordy (voir Berry Gordy)
- Just We Two - 1969, Gordy
- 25 Miles - 1969, Gordy
- War and Peace - 1970, Motown (Tamla)
- Involved - 1971, Gordy
- Hell up in Harlem -1974, Motown
- Free To Be Myself - 1975, Granite Records
- Clean - 1978, 20th Century Fox
- Happy Radio - 1979, 20th Century Fox

## Principaux titres
- Agent Double-O-Soul (1965)
- Back Street (1966)
- Headline News (1966)
- Oh How Happy (1966)
- I Want My Baby Back (1967)
- S.O.S. (Stop Her On Sight) (1968)
- Grits Ain't Grocery (1968)
- 25 Miles (1968)
- I'm Still a Struggling Man (1969)
- Way Over There (1969)
- I Just Wanna Do My Thing (1970)
- Stop the War Now (1970)
- Time (1970)
- War (1970),
- Funky Music Sho Nuff Turns Me On (1971)
- My Sweet Lord (1971)
- There You Go (1973)
- Big Papa (1974)
- Easin' In (American Pimp Soundtrack) (1974)
- Hell Up In Harlem (1974)
- Contact (1979)
- Happy Radio (1979)
- Tell-A-Starr (1979)
- It's Called The Rock (1979)
- 25 Miles (Mix) (1980)
- Get Up-Whirlpool (1980)
- Stronger (Than You Think I Am) (1980)
- Smooth (1983)
- I Wanna Take You Home (1983)
- Marvin (1984)
- It Ain't Fair (1985)
- Missiles (1985)
- Grapevine (1985)
- Soul Singer (1986)
- Whatever Makes Our Love Grow (1988)
- 25 Miles (Remix) (1989)
- Funky Music Sho Nuff Turns Me On (w/Utah Saints) (2000)
- Snowflake Boogie (w/Jools Holland) (2002)
- War (w/Utah Saints) (2002)
- 25 Miles (w/Three Amigos) (2002)